# 멤피스 사운즈
멤피스 프로스/멤피스 탐즈/멤피스 사운즈(영어: Memphis Pros/영어: Memphis Tams/영어: Memphis Sounds)는 테네시주 멤피스를 연고지로 하는 1970년부터 1975년까지 ABA 서부 디비전 소속 프로 농구 팀이다. 홈 구장은 미드-사우스 콜리시엄이다.
1975년 연고지를 메릴랜드주 볼티모어 (볼티모어 허슬러스(영어: Baltimore Hustlers))로 이전했다.
2001년부터 현재까지 같은 연고지(테네시주 멤피스)에 멤피스 그리즐리스(영어: Memphis Grizzlies)가 있다.

## 역대 홈경기장
| 경기장                                  | 사용기간      | 수용인원 | 장소            | 비고 |
| --------------------------------------- | ------------- | -------- | --------------- | ---- |
| 멤피스 프로스/멤피스 탐즈/멤피스 사운즈 |               |          |                 |      |
| 미드-사우스 콜리시엄                    | 1974년~1975년 | 10,085명 | 테네시주 멤피스 | 빈칸 |

## 역대 감독
| 멤피스 프로스/멤피스 탐즈/멤피스 사운즈 |               |
| 베이브 매카시                           | 1970년~1972년 |
| 밥 배스                                 | 1972년~1973년 |
| 부치 밴 브레다 콜프                     | 1973년~1974년 |
| 조 멀라니                               | 1974년~1975년 |

## 같이 보기
- 멤피스 그리즐리스
- 멤피스 허슬